# ディーデリク・ブール
ディーデリク・ブール（Diederik Boer、1980年9月24日 - ）は、オランダ・エメロールト出身の元サッカー選手。ポジションはGK。
引退した2019年より、PECズヴォレにてユースチームのGKコーチを務める。